# اوجی‌ال‌ای-۲۰۰۵-بی‌ال‌جی-۰۷۱ال
اوجی‌ال‌ای-۲۰۰۵-بی‌ال‌جی-۰۷۱ال یک ستاره است که در صورت فلکی کژدم قرار دارد.